# Palacio de los Consejos
El palacio de los Consejos, palacio del duque de Uceda o palacio de Uceda es un edificio palaciego español del siglo XVII situado en Madrid, en la calle Mayor esquina con la calle Bailén, en pleno Madrid de los Austrias. Caserón de traza barroca, es un edificio muy representativo de la arquitectura palaciega madrileña del siglo XVII.

## Historia
Construido por encargo de Cristóbal Gómez de Sandoval-Rojas, primer duque de Uceda, valido de Felipe III, fue diseñado por Francisco de Mora, aunque las obras las dirigiera Juan Gómez de Mora y las ejecutara el capitán Alonso Turrillo de 1613 a 1625. Justo enfrente del palacio estuvo situada la antigua iglesia de Santa María de la Almudena.

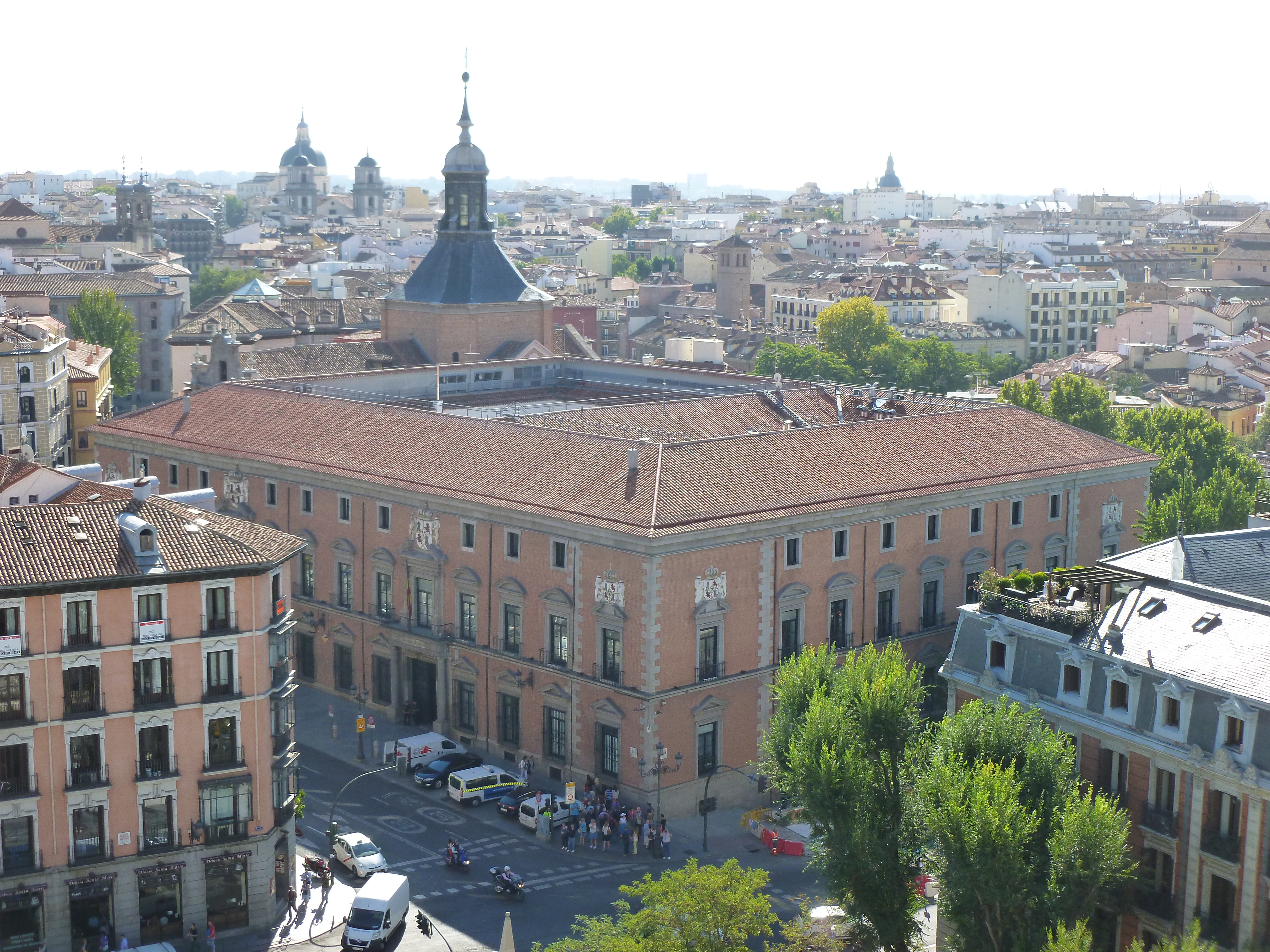
Vista aérea del palacio

En el momento de su construcción, con las armas de la familia Sandoval flanqueadas por leones rampantes, fue considerado muy ostentoso. Durante el reinado de Felipe IV, fue residencia de Luis de Haro y Guzmán, favorito del monarca tras el conde-duque de Olivares. Posteriormente se realizaron obras dirigidas por el nuevo aparejador de las obras reales Bartolomé Hurtado García para Mariana de Austria siendo su residencia donde albergó los últimos días hasta su fallecimiento en 1696.
En 1717, fue adquirido por Felipe V como nueva sede de las oficinas del Real Alcázar de Madrid, conociéndose desde entonces como Palacio de los Consejos. Sin embargo, el Consejo de Estado se mantuvo en la Sala del Rubí del Real Alcázar. 
Posteriormente, en 1834 fueron suprimidos todos los Consejos excepto el de Estado. Hacia 1858, dicho órgano quedó instalado definitivamente en el palacio.